# NGC 2279
NGC 2279 je trostruka zvijezda  u zviježđu Blizancima. 

## Vanjske poveznice
- SEDS: NGC 2279